# 크리스 크로스 (1949년 영화)
크리스 크로스(Criss Cross)는 1949년 공개된 미국의 누아르 영화이다. 이 흑백 영화는 로스앤젤레스의 벙커힐 구역에서 부분적으로 촬영되었다.

## 줄거리
스티브 톰슨은 옛 연인 안나를 잊지 못하고 로스앤젤레스로 돌아온다. 그녀와 다시 시작하고 싶지만, 안나는 이미 갱스터인 슬림 던디와 결혼한 상태다. 그럼에도 불구하고 스티브와 안나는 위험한 관계를 이어간다. 이 사실을 숨기기 위해 스티브는 던디를 부추겨 낮에 장갑차를 터는 계획을 세우지만, 막상 범행이 성공하자 던디는 스티브를 배신하고 돈을 독차지한다. 부상을 입은 스티브는 병원에 입원하고, 오히려 범인을 쏜 영웅으로 추앙받는다. 던디는 부하를 보내 스티브를 데려오려 하지만, 스티브는 돈으로 매수해 안나가 숨어 있는 곳으로 향한다. 그곳에서 돈을 갖고 함께 새 출발을 할 계획이었지만, 안나는 스티브의 부상과 던디의 추적을 두려워하며 돈만 가지고 떠나겠다고 한다. 스티브가 안나를 설득하려는 순간, 던디가 나타난다. 던디는 스티브가 부하를 매수할 것을 예상하고 뒤쫓아 온 것이다. 결국 던디는 안나와 스티브 모두를 살해하지만, 그가 떠나려는 순간 사이렌 소리가 울려 퍼진다.

## 출연

### 주연
- 버트 랭카스터
- 이본 드 카를로
- 댄 두리에

### 조연
- 스티븐 맥널리
- 톰 페디
- 퍼시 헬튼
- 앨런 네이피어
- 그리프 바넷
- 리처드 롱
- 조엔 밀러
- 에드나 홀랜드
- 존 듀스티
- 마크 크라
- 제임스 오레어
- 존 스킨스 밀러

## 기타
- 원작자: 돈 트레이시
- 의상: 이본느 우드